# Mario Zucca
Mario Zucca (Torino, 10 luglio 1955) è un attore, doppiatore, direttore del doppiaggio, comico e cabarettista italiano.

## Biografia
Dopo le prime esperienze di teatro amatoriale, ha studiato recitazione e dizione con Iginio Bonazzi e iniziato parallelamente l'attività di cabarettista con i primi testi e canzoni scritti per lui da Luciano Zaffalon, con cui ancora oggi collabora saltuariamente.
È diventato famoso per aver lanciato il tormentone Vi amo bastardi a Drive In nel 1987. In quella occasione i testi erano scritti da due noti autori, Boris Makaresko e Piero Ferraris. Nei primi anni novanta ha condotto, in qualità di voce fuori campo, il programma di seconda serata di Italia 7 Le altre notti.
È stato ospite fisso del Maurizio Costanzo Show dal 1992 al 1995, anno in cui ha anche affiancato Vittorio Gassman sempre all'interno della cornice del Teatro Parioli di Roma.
Parallelamente all'attività teatrale, che l'ha visto lavorare spesso con la cabarettista (nonché sua moglie) Marina Thovez, Zucca ha svolto una considerevole attività di doppiatore. Ha infatti prestato la sua voce dal timbro ruvido e profondo ai personaggi di Zordon (Power Rangers) e Anastasio Farina, interpretato da Paulo Goulart nella telenovela Terra nostra 2 - La speranza.
Molto attivo soprattutto in doppiaggi di cartoni animati, nelle serie ispirate al personaggio di Batman ha doppiato Bane nella serie del 1992 e un invecchiato Bruce Wayne in Batman of the Future. Ha doppiato inoltre Al Satan e il Dio della Terra in Dragon Ball.
Altri personaggi cui ha prestato voce sono Shredder (serie Teenage Mutant Ninja Turtles del 2003), Gran Bailam in Chi la fa, l'aspetti! - Iznogoud, Mr. Krab in SpongeBob, Mr. Larrity in Code Monkeys, Fred Flintstone in I Flintstones, il supercomputer Giganet in Yui - Ragazza virtuale, Dinobot in Biocombat, Mr. Freeze in The Batman, Galactus (serie Silver Surfer del 1998), Zeff, Kuroobi, Pickles, Blik Wapol, McKinley, Braham, Barbanera e Magellan in One Piece, Magneto in Insuperabili X-Men, Discord in My Little Pony - L'amicizia è magica.
Nel 2011 ha ricevuto il riconoscimento "Menzione speciale voce cartoon" all'ottava edizione del Leggio d'oro.
Dal 2020 è speaker ufficiale del canale Mediaset Cine34. A partire dal 2019 diviene testimonial della nota catena di fast food Kentucky Fried Chicken, interpretando il colonnello Harland Sanders negli spot italiani dell'azienda.

## Vita privata
È sposato con l'attrice e doppiatrice Marina Thovez.

## Filmografia

### Cinema
- Tony, l'altra faccia della Torino violenta, regia di Carlo Ausino (1980)
- In questo mondo di ladri, regia di Carlo Vanzina (2004)
- Un'estate al mare, regia di Carlo Vanzina (2008)
- Ex - Amici come prima!, regia di Carlo Vanzina (2011)
- Box Office 3D - Il film dei film, regia di Ezio Greggio (2011)
- Il principe abusivo, regia di Alessandro Siani (2013)
- Si accettano miracoli, regia di Alessandro Siani (2014)
- Piccoli segreti, grandi bugie, regia di Fabrizio Costa (2016)
- Caccia al tesoro, regia di Carlo Vanzina (2017)
- Natale a 5 stelle, regia di Marco Risi (2018)

### Televisione
- Una vita in regalo – miniserie TV (2003)
- Benedetti dal Signore – serie TV (2004)
- Un ciclone in famiglia – serie TV, episodi 2x04-2x05 (2006)
- La donna della domenica, regia di Giulio Base – miniserie TV (2011)
- Non uccidere – serie TV, episodio 1x06 (2015)
- Rocco Schiavone – serie TV, episodio 3x01 (2019)

## Programmi televisivi
- Drive In (Italia 1, 1987)
- Camera Café (Italia 1, 2004-2005)

## Doppiaggio

### Cinema
- Stefaan Degand in La famiglia Claus, La famiglia Claus 2
- Ian McShane in We Are Marshall
- Jeff Bridges in Tideland - Il mondo capovolto
- James Caan in Detachment - Il distacco
- Linus Roache in Barry
- Ron Perlman in Sergio & Sergei - Il professore e il cosmonauta
- Wendell Pierce in Parker
- Dolph Lundgren in Diamond Dogs
- Ed Lauter in The Town That Dreaded Sundown
- Anthony LaPaglia in I segreti di Big Stone Gap
- Tom Waits in Wristcutters - Una storia d'amore
- Ronnie Barker in Porridge
- Roman Podhora in Final Destination 5
- Shaun Clarke in Quello che veramente importa
- Joseph Cortese in Go Go Tales
- Frédéric Pierrot in Marguerite & Julien - La leggenda degli amanti impossibili
- Alain Libolt in Elles
- Horacio Fontoya in Se permetti non parlarmi di bambini!
- Dobrin Dosev in Directions - Tutto in una notte a Sofia
- Miguel Ángel Solá in Eterna domenica
- Isaka Sawadogo in Samba
- Karl Markovics in La vita nascosta - Hidden Life
- Juan Fernández in Infiesto

### Film d'animazione
- Fred Flintstone in I Flintstones - Yabba Dabba Do!, Flintstones - Lieto evento a Hollyrock, I Flintstones incontrano Rockula e Frankenstone, Concerto di Natale con i Flintstones
- Mr. Krab in SpongeBob - Il film, SpongeBob - Fuori dall'acqua, SpongeBob - Amici in fuga, Saving Bikini Bottom, Plankton - Il film
- Alex Louis Armstrong in Fullmetal Alchemist - The Movie: Il conquistatore di Shamballa, Fullmetal Alchemist - La sacra stella di Milos
- Mewtwo in Pokémon il film - Mewtwo contro Mew, Pokémon: Mewtwo colpisce ancora - L'evoluzione
- Balder (Dolvar) in I Cavalieri dello zodiaco - L'ardente scontro degli dei
- Cancer in I Cavalieri dello Zodiaco - La leggenda del Grande Tempio
- Thunder Hawk e Dee Jay in Street Fighter II: The Animated Movie
- Spy-D in Project A-ko
- Jinnai Doma in Il leone nero
- Thunder-Karlsson in Pippi Calzelunghe
- Capo del villaggio in Pokémon 2 - La forza di uno
- Batou in Ghost in the Shell
- Vicente Gil in Rec
- Barnaby in Impy Superstar - Missione Luna Park
- Tortellini in La banda del rock - I musicanti di Brema
- Snakebite Scruggs in Scooby-Doo e l'isola degli zombie
- Re degli Hagua in La leggenda di Santa Claus
- Bruce Wayne anziano in Batman of the Future - Il ritorno del Joker
- Azuma in Mobile Battleship Nadesico - The Movie - Il principe delle tenebre
- Dharma in Ken il guerriero - La leggenda di Julia
- Voce narrante in Ken il guerriero - La leggenda del vero salvatore
- macellaio e schiavista in Iqbal - Bambini senza paura
- Sir Claude in Billy il koala
- Broncio in È arrivato il Broncio
- El Dorago in One Piece - Per tutto l'oro del mondo
- Grande Papi in Alla ricerca della Valle Incantata 11 - L'invasione dei minisauri
- Rothbart ne L'incantesimo del lago: Un magico Natale
- Yael Okuzaki in Lupin III - La lapide di Jigen Daisuke
- Lex Luthor in I migliori del mondo
- Bane in Batman - Il mistero di Batwoman
- Wapol in One Piece Stampede - Il film
- Eimei Shishido in Detective Conan - L'asso di picche
- Thomas Schindler in Detective Conan - Il fantasma di Baker Street
- Ispettore Grosky in Il professor Layton e l'eterna Diva
- Mr. Big in Top Cat e i gatti combinaguai
- Diablo in Doraemon - Il film: Nobita e le cronache dell'esplorazione della Luna

### Serie animate
- Batou in Ghost in the Shell: Stand Alone Complex, Ghost in the Shell: Stand Alone Complex - 2nd GIG, Ghost in the Shell: SAC 2045
- Alex Louis Armstrong e Philip Gargantos Armstrong in Fullmetal Alchemist, Fullmetal Alchemist: Brotherhood
- Dio della Terra in Dragon Ball, Dragon Ball Z
- Mr. Krab in SpongeBob, Lo show di Patrick Stella, Kamp Koral - SpongeBob al campo estivo
- Haddler ne I cavalieri del drago
- Loki in Digital Devil - Incarnazione Infernale
- John "Sleepy" Estes in Mad Bull 34
- Haiman in Fire Emblem
- Wilson in Resident Evil: Infinite Darkness
- Gran Bailam in Chi la fa, l'aspetti! - Iznogoud
- Fred Flintstone in Gli antenati
- Dr. Go in Kurochan
- Moby Lick (2ª voce) in Street Sharks - Quattro pinne all'orizzonte
- Cujo in Shin Hakkenden
- Hacker in Cyberchase
- Brad e una delle voci narranti in Zoids
- Giran (1ª voce), Uomo Lupo e Al Satan in Dragon Ball
- Zounama, Chi Shenron e Generale Lilde in Dragon Ball GT
- Kahseral in Dragon Ball Super
- Personaggi vari in Pokémon
- Kuroobi, Daddy Masterson, Barbarossa, Rapanui, McKinley, Braham, Pickles, Magellan, Zef (1ª voce), Monkey D. Dragon (1ª voce), Blik Wapol (1ª voce), Barbanera (1ª voce), Oimo (1ª voce), Arlong (episodio 281) e Gatz in One Piece
- Bruce Banner/Hulk, Il Burattinaio e Ronan l'accusatore in I Fantastici 4: World's Greatest Heroes
- Bruce Wayne in Batman of the Future
- Mr. Freeze in The Batman
- Draaga e Felix Faust in Justice League
- Cancer in I Cavalieri dello zodiaco - Saint Seiya - Hades, I Cavalieri dello zodiaco - Saint Seiya: Soul of Gold
- Hypnos in I Cavalieri dello zodiaco - Saint Seiya - Hades
- Alexander Anderson in Hellsing
- Jefferson Trueblood in Roswell Conspiracies
- Guiliano Flip in BNA: Brand New Animal
- Magneto in Insuperabili X-Men
- Wolverine in X-Men: Evolution
- Moss in Wolverine e gli X-Men
- Skulker in Danny Phantom
- Shredder in Tartarughe Ninja
- Samoset in This Is America, Charlie Brown
- Galactus in Silver Surfer
- Crostaccia in Geronimo Stilton
- Com. Backer in Le avventure di Jimmy Neutron
- Herbert Dumbrowski in T.U.F.F. Puppy
- Discord in My Little Pony - L'amicizia è magica
- Jack in Los intocables de Elliot Mouse
- Giganet in Yui - Ragazza virtuale
- J. Jonah Jameson in Ultimate Spider-Man, Avengers Assemble, Hulk e gli agenti S.M.A.S.H. (1ª stagione)
- Gansley e Aknadin in Yu-Gi-Oh!
- Freddy in Fiocchi di cotone per Jeanie
- Rashid in Gundam Wing
- Dr. Hell in Mazinger Edition Z: The Impact!
- Carlos Eduardo Dolabella in La forza del desiderio
- Urokodaki in Demon Slayer - Kimetsu no yaiba
- Kiyonaga Matsumoto (1ª voce), Tequila, Pisco (2ª voce) e varie voci secondarie in Detective Conan
- Trevor Goodchild in Æon Flux
- Yujiro Hanma in BAKI e Baki Hanma
- Gembu in Yu degli spettri
- Colonnello Armstrong Tripp in Bakugan Battle Planet
- Yata in Fire Force
- Gerotora in Naruto Shippuden
- Brutto anatroccolo, Re, personaggi vari in Le fiabe di Andersen
- Re, personaggi vari in Le fiabe più belle
- Genghis Rex in Dinosaucers
- Adam Smasher in Cyberpunk: Edgerunners
- Ispettore Zenigata in Lupin III - Una storia senza fine
- Draiken in Dragonero - I Paladini
- Khajiit Dale Badantel, Yozu e Decimo seggio delle Scritture nere in Overlord
- Zommari Rureoux in Bleach
- Professore in Shangri-La Frontier

### Videogiochi
- Comandante unno in Age of Empires II: The Conquerors (2000)
- I "demoni" in Desperados: Wanted Dead or Alive (2001)
- Thrall, Alamorte, Turgore, Tyrus Cornonero, Ordoss in World of Warcraft (2004)
- Capitani Romani in Rome: Total War (2004)
- Obadiah Stane/Iron Monger in Iron Man (2008)[5]
- Hecarim e Malphite in League of Legends (2009)
- Colonnello Robert Burns in Vanquish (2010)
- Abathur in StarCraft II (2010)[6]
- Il Didatta in Halo 4 (2012)[7]
- David Clutterback e Big Dave in Assassin's Creed III (2012)[8]
- Agaté in Assassin's Creed III: Liberation (2012)[9]
- Polygon Man in PlayStation All-Stars Battle Royale  (2012)[10]
- Jonas Savimbi in Call of Duty: Black Ops II (2012)[11]
- Vinnie Pappalardo in LEGO City Undercover (2013)
- Spartano n.3 in God of War: Ascension (2013)[12]
- Il Cavaliere nero in Sly Cooper: Ladri nel Tempo (2013)
- Colonnello Ike Sloan in Far Cry 3: Blood Dragon (2013)[13]
- Colonnello Kratek in Killzone: Mercenary (2013)
- Mr. Krab in SpongeBob: La vendetta robotica di Plankton (2013)[14]
- Generale John Hemlock in Dead Rising 3 (2013)[15]
- Thrall e Alamorte in Hearthstone (2014)[16]
- Papal Mache in Little Big Planet 3 (2014)[17]
- William "B.J." Blazkowicz in Wolfenstein: The New Order (2014)[18]
- Kraven in The Amazing Spider-Man 2 (2014)[19]
- Malthael in Diablo III: Reaper of Souls (2014)[20]
- Sub Zero in Mortal Kombat X (2015),[21] Injustice 2 (2017)[22], Mortal Kombat 11 (2019),[23] Mortal Kombat 1 (2023)[24]
- Noob Saibot in Mortal Kombat 1 (2023)
- Reptile in Mortal Kombat X (2015),[21] Mortal Kombat 1 (2023)[24]
- Bo' Rai Cho in Mortal Kombat X (2015)[21]
- Vari criminali in Batman: Arkham Knight (2015)
- Thrall, Abathur e Malthael in Heroes of the Storm (2015)[25]
- Hector Alcazar in Uncharted 4: Fine di un ladro (2016)[26]
- Birdman in Mirror's Edge Catalyst (2016)[27]
- Spaventapassanti in Dead Rising 4 (2016)[28]
- Rost in Horizon Zero Dawn (2017),[29] Horizon Forbidden West (2022),[30] LEGO Horizon Adventures (2024)[31]
- Foxida in Assassin's Creed: Origins (2017)
- William "B.J." Blazkowicz in Wolfenstein II: The New Colossus (2017)[32]
- Fratello Vance in Destiny 2 (2017)[33]
- Tombstone in Spider-Man (2018),[34] Spider-Man 2 (2023)[35]
- Morgan Michaels in Spider-Man (2018)[34]
- Ripto e alcuni draghi in Spyro: Reignited Trilogy (2018)[36]
- Sam in Metro Exodus (2019)[37]
- Yarrow in Anthem (2019)[38]
- Hanbei e mercante del nido del corvo in Sekiro: Shadows Die Twice (2019)[39]
- Komodo Moe e Zem in Crash Team Racing Nitro-Fueled (2019)[40]
- Mr. Krab in SpongeBob SquarePants: Battle for Bikini Bottom - Rehydrated (2020)[41]
- Adam Smasher in Cyberpunk 2077 (2020)[42]
- Riparatore in Ratchet & Clank: Rift Apart (2021)[43]
- Drognan in Diablo II: Resurrected (2021)[44]
- Snoke in LEGO Star Wars: La saga degli Skywalker (2022)[45]
- Stroud "lo strambo" in Hogwarts Legacy (2023)[46]
- Il boia in Immortals of Aveum (2023)[47]
- Michael Maldonado Cyberpunk 2077: Phantom Liberty (2023)[42]
- Grimlock e Mandroid in Transformers: EarthSpark - In missione (2023)[48]
- Dr. Foster in Spider-Man 2 (2023)[35]
- Primo Ministro Naosuke Li in Rise of the Rōnin (2024)[49]
- Noob Saibot in Mortal Kombat 1: Khaos Reigns (2024)[24]
- Alibi Staffer, Howard Branden e Riley in Batman: Arkham Shadow (2024)[50]
- Hell Priest e Villager Cultist  in Doom: The Dark Ages (2025) [51]

### Serie televisive
- Rip Torn in Law & Order: Criminal Intent
- John Goodman in Community
- Kevin Durand in Vikings
- Edward Herrmann in How I Met Your Mother
- Stephen McKinley Henderson in Brotherhood - Legami di sangue
- Bill Camp in Brotherhood - Legami di sangue
- Søren Pilmark in Vikings: Valhalla

### Programmi televisivi
- Robert Irvine in Restaurant Impossible
- Speaker in Pizza Hero - La sfida dei forni

## Pubblicità televisive
- Tonno Maruzzella – attore (1986)
- Speaker di Conad, Premium Crime, Amplifon e Tuc
- Colonnello Sanders di KFC (solo Italia)